# Brande-Hörnerkirchen
Brande-Hörnerkirchen – miejscowość i gmina w Niemczech w kraju związkowym Szlezwik-Holsztyn, w powiecie Pinneberg, wchodzi w skład urzędu Hörnerkirchen.